# Roca Discovery
La Roca Discovery (en inglés: Discovery Rock) (54°9′S 36°35′O / -54.150, -36.583) es una roca sumergida en la bahía Stromness en Georgia del Sur, situada a unos 1,3 kilómetros al norte-noreste de la roca Ems. La roca fue nombrada por el personal de Investigaciones Discovery al mando del Teniente Comandante J. M. Chaplin, de la Marina Real Británica, que realizó encuestas en la bahía en 1927 y 1929. Probablemente aplicaron el nombre, que se ha consolidado en el uso local.